# Voice To New World
《Voice to New World》는 대한민국의 보이 그룹 빅톤의 데뷔 익스텐디드 플레이(EP)이다. 이 EP는 2016년 11월 9일 플랜에이 엔터테인먼트에 의해 발매되었다.

## 곡 목록
1. "What Time Is It Now?" - 3:14
2. "I'm Fine (아무렇지 않은 척)" - 3:22
3. "Beautiful" - 3:45
4. "Your Smile and You (날 보며 웃어준다)" - 4:26
5. "The Chemistry" - 3:47
6. "#Begin Again (#떨려 (Victon version)" - 3:23